# آرامگاه سید محمود
بقعه سید محمود مربوط به دوران‌های تاریخی پس از اسلام است و در دزفول،  کوچه سید محمود واقع شده است؛ این اثر در تاریخ   ۱۳۵۰ با شمارهٔ ثبت ۷۰۹۳ به‌عنوان یکی از آثار ملی ایران به ثبت رسیده است. هیئت زنجیرزنان سید محمود که نخستین و بزرگترین هیئت زنجیرزنی در کشور است همه ساله در ایام محرم در این بقعه مشغول به عزاداری می شوند 